# Into the Woods (Hawkwind)
Into the Woods è un album in studio del gruppo musicale britannico Hawkwind, pubblicato nel 2017. 

## Tracce
1. Into the Woods – 6:16
2. Cottage in the Woods – 3:51
3. The Woodpecker – 0:51
4. Have You Seen Them? – 6:58
5. Ascent – 3:41
6. Space Ship Blues – 6:35
7. The Wind – 4:09
8. Vegan Lunch – 5:18
9. Magic Scenes – 6:11
10. Darkland – 2:13
11. Wood Nymph – 5:57
12. Deep Cavern – 2:26
13. Magic Mushrooms – 9:27

## Formazione
- Dave Brock – voce, chitarra, tastiere, sintetizzatore, theremin
- Magnus Martin – chitarra, tastiere
- Richard Chadwick – batteria, percussioni, voce
- Haz Wheaton – basso, tastiere
- Mr Dibs (Jonathan Darbyshire) – voce, tastiere, sintetizzatore